# Bill Amor
William Amor dit Bill Amor, né le 6 novembre 1919 et décédé en mai 1988, est un footballeur amateur anglais.

## Biographie
Il représente la Grande-Bretagne aux Jeux olympiques 1948. Lors du tournoi olympique, il inscrit un but contre le Danemark, et termine quatrième de ce tournoi. 
Entre 1947 et 1952, il joue à Reading en troisième division.